# Herrkläder

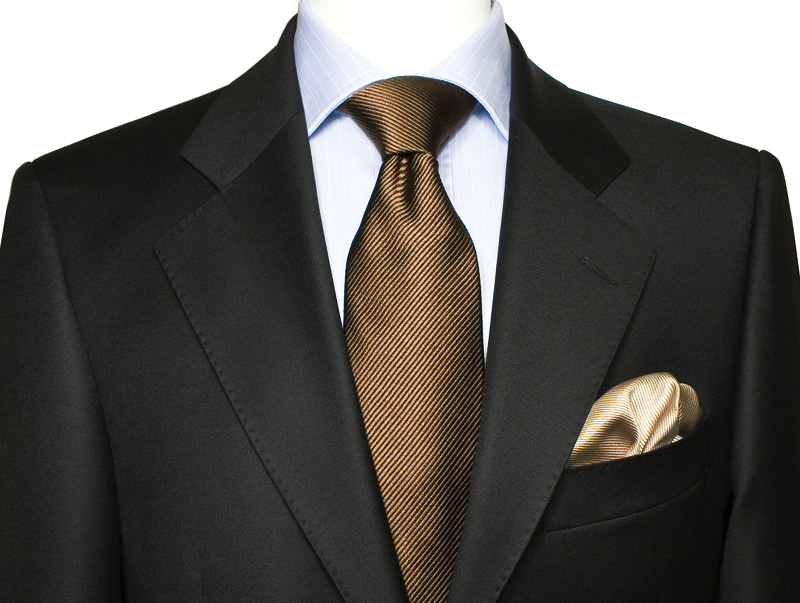
Mörk kostym med slips - exempel på herrkläder.

Herrkläder är kläder som är tillverkade för män. Typiska herrkläder är till exempel frack, smoking och kostym.

## Kläder
- Byxor
- Frack
- Kavaj
- Skjorta
- Smoking
- Tröja
- T-shirt
- Väst

## Underkläder
- Kalsonger (Boxershorts, Y-front m.m.)
- Linne
- Långkalsonger
- Nätbrynja
- Strumpor (Sockor)
- Underställ (som underplagg)

## Nattkläder

Nattrock i siden. Inköpt av Walther von Hallwyl 1921.

- Nattmössa
- Nattskjorta
- Pyjamas
- Underställ (som nattplagg)

## Ytterkläder
- Halsduk
- Handskar
- Hatt
- Jacka
- Mössa
- Vantar
- Ytterrock

## Badkläder
- Badbyxor
- Baddräkt (herrmodell)
- Badmössa
- Våtdräkt

## Accessoarer
- Armbandsur
- Bälte
- Fickur
- Fingerring
- Fluga
- Glasögon
- Hängslen
- Käpp
- Manschettknappar
- Näsduk
- Paraply
- Slips